# 단백질 슈퍼패밀리
단백질 슈퍼패밀리(영어: protein superfamily)는 공통 조상을 추론할 수 있는 단백질의 가장 큰 그룹(계통군)이다. 일반적으로 이러한 공통 조상은 서열의 유사성이 분명하지 않더라도 구조적 정렬 및 기계적 유사성으로부터 추론할 수 있다. 서열 상동성은 분명하지 않더라도 낮은 서열 유사성 때문에 추론할 수 있다. 슈퍼패밀리는 일반적으로 각 패밀리 내에서 서열 유사성을 보여주는 여러 단백질 패밀리를 포함한다. 단백질 클랜이라는 용어는 일반적으로 MEROPS 및 CAZy 분류 시스템을 기반으로 하는 단백질가수분해효소 및 글리코사이드 가수분해효소 슈퍼패밀리에 사용된다.

## 같이 보기
- 단백질 패밀리
- 단백질 서브패밀리
- 단백질 도메인
- 단백질의 구조
- 사이토크롬 P450